# الجماعة الإسلامية (لبنان)
الجماعة الإسلامية هي حزب سياسي إسلامي سني في لبنان، تأسس عام 1964 كفرع لبناني لجماعة الإخوان المسلمين. تم تأسيسها من قبل أعضاء شباب من جماعة تدعى "عباد الرحمن". تعود أصولها، كما وثقها نزار حمزة، إلى ذروة ثورة جمال عبد الناصر السياسية في منتصف الستينات. تدعم الجماعة فكرة إنشاء نظام في لبنان يستند على الشريعة الإسلامية. كان فتحي يكن المرشد الرئيسي للجماعة وهو عالم إسلامي وداعية من طرابلس.
أمين عام الجماعة الإسلامية في لبنان حالياً هو عزام الأيوبي التي تجددت ولايته الثانية في سنة 2019 ونائبه علي الشيخ عمار.
قائدها السابق هو إبراهيم المصري، الذي خلف قائدها الأسبق فيصل المولوي بسبب المرض. وقبلها انتخبت الجماعة القاضي المستشار فيصل مولوي أميناً عاماً لها خلفاً للأمين العام المؤسس الشيخ فتحي يكن الذي أسس لاحقاً ما يُعرف بـ«جبهة العمل الإسلامي».
دخل الحزب الانتخابات العامة اللبنانية لعام 2009 بجانب تيار المستقبل في الدائرة الانتخابية الثالثة في بيروت. حاليًا، لديهم مقعد واحد في البرلمان اللبناني.

## نشأة الجماعة الإسلامية
في مطلع الخمسينات كانت الحركة الإسلامية في عدد من أقطار العالم العربي قد نمت وباتت تشكل تياراً فكرياً وسياسياً واضحاً على الساحة العربية. كانت مؤلفات حسن البنا وسيد قطب ومصطفى السباعي، وما جرى تعريبه ونشره من كتب أبي الأعلى المودودي في باكستان، وإصدارات الإخوان المسلمين كمجلة «الدعوة» و«المسلمون» من مصر و«الشهاب» من سوريا و«الكفاح الإسلامي» من الأردن بدأت تشكل تياراً فكرياً وسياسياً إسلامياً في مختلف المناطق اللبنانية. وقد ساعد على بلورة هذا التيار في لبنان لجوء الدكتور مصطفى السباعي (المراقب العام للإخوان المسلمين في سوريا) إلى لبنان عام 1952 خلال فترة حكم العقيد أديب الشيشكلي في سوريا حيث استطاع تأصيل الفكر الإسلامي الملتزم لدى صياغة دراسات فكرية وحركية ككتاب «اشتراكية الإسلام»! لكل من «جماعة عباد الرحمن» التي تشكلت في بيروت وكان أسسها الأستاذ محمد عمر الداعوق عام 1950، ولدى مجموعة من الشباب بطرابلس كان أبرزهم النائب السابق فتحي يكن.
وقد تأكدت صلات هذا التيار الإسلامي اللبناني بحركة الإخوان المسلمين خلال زيارة المرشد العام للإخوان المسلمين في مصر (حسن الهضيبي) إلى لبنان عام 1953، وانعقاد المكتب التنفيذي لقادة جماعة الإخوان المسلمين في مصيف بحمدون حيث حضره إضافة إلى الهضيبي (مصر) والسباعي (سوريا) ومحمد عمر الداعوق (لبنان).. كل من الشيخ محمد محمود الصواف (العراق) ومحمد عبد الرحمن خليفة (الأردن) وغيرهم.
في عام 1956 تأسس أول مركز لجماعة عباد الرحمن في طرابلس، وكانت الجماعة في بيروت تنشر فكرها وتوسع نطاق عضويتها دون أن تعتمد مساراً سياسياً محدداً، في حين كان مركز طرابلس يصدر مواقف سياسية من الصراع الداخلي اللبناني خلال فترة حكم الرئيس كميل شمعون ومن القضايا الإقليمية كالموقف من الوحدة العربية ومشروع إيزنهاور وحلف بغداد والصراع العربي الإسرائيلي، وأصدرت نشرات غير رسمية كمجلة «الفجر» عام 1957 و«الثائر» عام 1958، وعندما اندلعت أحداث 1958 وما صاحبها من فرز وطني وطائفي كان لجماعة عباد الرحمن بطرابلس موقع سياسي وعسكري واضح، فأنشأت معسكراً للتدريب وأقامت محطة إذاعة «صوت لبنان الحر» كانت هي الوحيدة في الشمال حتى الشهور الأخيرة للأزمة، بينما اكتفت الجماعة في بيروت بدور اجتماعي إغاثي، مما أدى أوائل الستينات إلى أن يستقل العمل الإسلامي في الشمال عن عباد الرحمن، وأن يبدأ تشكيل جماعة جديدة تلبي تطلعات الحركة الإسلامية بشكلها الشمولي تحت مسمى الجماعة الإسلامية، وكان من قادة الجماعة أمينها العام المؤسس الشيخ فتحي يكن، إضافة إلى بقية المؤسسين ومنهم القاضي المستشار الشيخ فيصل مولوي (الأمين العام ونائب رئيس المجلس الأوروبي للإفتاء)، وإبراهيم المصري (نائب الأمين العام ورئيس تحرير مجلة الأمان) والكاتب الإسلامي محمد علي الضناوي، وهكذا أبصرت الجماعة الإسلامية النور بشكل رسمي في في 1964/6/18 حيث نالت الجماعة موافقة وزارة الداخلية على تأسيس تنظيم إسلامي وفق القانون الأساسي والنظام المقدم إليها، وذلك بموجب علم وخبر رقم (224).
وتجدر الإشارة هنا إلى أن مركز طرابلس أصدر أول مجلة إسلامية أسبوعية (المجتمع) في 5/1/1959 استمرت في الصدور حتى صيف 1965.

## ظروف النشأة
نشأت الجماعة في ظروف قاسية، كان العمل الإسلامي فيها متهماً بالعمالة والخيانة. وكان التيار الناصري في أرجاء الوطن العربي يترصد الحركات الإسلامية، ويشكل تنظيمات مسلحة لمكافحة كل تحرك إسلامي.

## مبادئ وأهداف
في عام 1964 برزت «الجماعة الإسلامية» بشكل رسمي، وافتتحت مركزها في بيروت، وأصدرت مجلة «الشهاب» في 1 يناير 1966، وكان أول أمين عام للجماعة هو فتحي يكن، إضافة إلى بقية المؤسسين: فايز إيعالي، محمد كريمة، محمد دريعي، وإبراهيم المصري. وأصدرت الجماعة مجموعة من النشرات الدعوية توضح فيها رسالتها، كان أبرزها «الجماعة الإسلامية.. مبادئ وأهداف» جاء فيها:
«من مبررات قيام الجماعة الإسلامية جهل المسلمين بالإسلام وبعدهم عنه وتخليهم عن قيادته، وبالتالي ارتماؤهم في أحضان الاتجاهات المادية والمذاهب الوضعية، مما جعل بلادهم ومجتمعاتهم تؤول إلى قيادات غير إسلامية، فكان من نتيجة ذلك تأزم أوضاعهم السياسية وتردي حياتهم الاقتصادية وتكاثر الآفات والانحرافات (...) ثم إن المراقب لما يجري في نطاق العمل الإسلامي يلاحظ أن مآل الجهود الفردية غير المرتبطة بتنظيم حركي – كالتي يبذلها الوعاظ والمرشدون – إلى ضياع (...) أما محاولات الإصلاح الفردي فإنها ستفشل لعجزها عن مواجهة تحديات العصر ومتطلبات المعركة التي يعيشها الإسلام..». وفي أهداف الجماعة جاء التالي:
أولاً: تبليغ دعوة الإسلام إلى الناس نقية صافية متصلة بالعصر ومشكلاته..
ثانياً: تنظيم الذين استجابوا للدعوة إلى الإسلام وتثقيفهم به وتأهيلهم ليكونوا الطليعة..
ثالثاً: مواجهة تحدي الحضارة الغربية..
رابعاً: السعي إلى بناء مجتمع جديد يكون الإسلام فيه هو الميزان بتصرفات الأفراد..
خامساً: السعي لجمع شمل المذاهب الإسلامية بالرجوع إلى الأصول الإسلامية.

## مرحلة التأسيس
في هذه المرحلة انشغلت الجماعة بعملية التأصيل الدعوي إضافة إلى الانتشار الأفقي. ففي بداية السبعينات كانت الجماعة منتشرة في مختلف المناطق الإسلامية (السنّية) اللبنانية، كذلك انشغلت الجماعة ببناء الهيكلية التنظيمية، فقد كان لها مكاتب مركزية تعنى بالإشراف على المكاتب المحلية، لكن انشغال الجماعة بالشأن الدعوي لم يعني انصرافها عن الشأن السياسي، فقد كانت تتابع القضايا السياسية – اللبنانية والعالمية – من خلال توعية عناصرها وعبر وسائل إعلامها، لكنها كانت تكتفي بالموقف السياسي دون الدخول في الممارسة اليومية أو المشاركة في الانتخابات.

## الجماعة والمؤسسات الإسلامية الرسمية
أولت الجماعة اهتماماً خاصاً للمؤسسات الإسلامية الرسمية كالمجلس الشرعي الإسلامي الأعلى ودوائر الأوقاف الإسلامية، ففي عام 1966 رشحت الجماعة ثلاثة من أعضائها لعضوية مجلس الأوقاف بطرابلس هم: المحامي محمد علي ضناوي، المهندس عصمت عويضة، والمهندس عبد الفتاح زيادة. وقد فاز بعضوية المجلس المهندس عصمت عويضة.
وفي عام 1967 رشحت الجماعة اثنين من أعضائها لعضوية المجلس الإسلامي الأعلى هما: الشيخ سعيد شعبان والمحامي محمد علي ضناوي.. ثم تكرر الترشيح عام 1971 لعضوية المجلس ففاز بالعضوية المحامي محمد علي ضناوي.. وبعدها تكرر الترشيح كذلك ففاز بالعضوية المهندس عبد الله بابتي.
وقد لعبت الجماعة الإسلامية دوراً بارزاً في تنظيم المؤتمر الإسلامي الكبير الذي انعقد في بهو المسجد المنصوري الكبير والذي انبثق عنه (المجمع الإسلامي) في 18 رمضان 1392 الموافق 25 تشرين الأول 1972.
ثم كان تكوين (التجمع الإسلامي) في الشمال الذي كان له دوره الملموس في تحريك القوى والفعاليات الإسلامية الرسمية والشعبية في كافة المناطق اللبنانية وفي نشأة اللجنة التنفيذية للهيئات الإسلامية في بيروت وطرح المطالب الإسلامية..

## الجماعة والانتخابات النيابية (1972)
بقيت فكرة خوض الجماعة للانتخابات النيابية مستبعدة فترة طويلة من الزمن لقناعة الجماعة بضرورة الاهتمام بتركيز البنية الحركية وبناء القاعدة التنظيمية فوق أسس ثابتة، ولإيمانها بأن العمل السياسي يجب أن يكون في مراحل لاحقة.
وفي عام 1972 وجدت الجماعة أن الظروف تفرض ترشيح أحد أعضائها للانتخابات النيابية كوسيلة لطرح الفكر الإسلامي في معترك الصراع الفكري، فكان أن رشحت المحامي محمد علي ضناوي في مدينة طرابلس، وكانت الغاية من عملية الترشيح ممارسة اتصال جماهيري واسع بالناس عبر طرح وجهة النظر الإسلامية في الأحداث الجارية. واستمر مرشح الجماعة في حملته منفرداً فحصل على 4190 صوتا - حيث كانت الانتخابات على أساس القضاء - بالرغم من توزع الأصوات بين زعامتين متنافستين في مدينة طرابلس.

## الجماعة في الحرب الاهلية
عندما اندلعت الحرب اللبنانية عام 1975 قامت الجماعة بتشكيل بنية عسكرية تولت الدفاع عن المناطق الإسلامية عبر تنظيم «المجاهدون»، وكان لهذا التنظيم وجود عسكري في كل من طرابلس والشمال، ثم في بيروت، وفي صيدا أواخر عام 1976. وكان للجماعة في الشمال إذاعة «صوت المجاهدون» وتابعت إصدار مجلة «الشهاب» لتواكب بها الأحداث اللبنانية. وبعد انتهاء حرب السنتين سلمت الجماعة مراكزها وأسلحتها الثقيلة في الشمال وشرق صيدا إلى قوات الردع العربية، كما أغلقت مراكزها العسكرية في بيروت. وتابعت الجماعة تنسيقها الأمني في إطار «المجلس السياسي» والمؤسسات المشابهة التي أفرزتها الحرب في مختلف المناطق اللبنانية.

## الجماعة الإسلامية في عقد 80
تميّز عقد الـ 80 بانطلاقة واسعة للحركة الإسلامية، وقد ساهمت ثلاثة أحداث كبيرة في هذه الانطلاقة:
أولها انتصار الثورة الإسلامية في إيران وقيام الجمهورية عام 1979، والغزو السوفياتي لأفغانستان آخر عام 1979 مع ما واكب ذلك من حركة استنهاض إسلامية جهادية، وتحوّل الحركة الإسلامية في فلسطين من العمل الدعوي التربوي والاجتماعي، إلى تشكيل «حركة المقاومة الإسلامية - حماس»، وحركة الجهاد الإسلامي، بعد الإفراج عن الشيخ أحمد ياسين في تبادل الأسرى عام 1985، مما مهّد لتفجير الانتفاضة الأولى أواخر عام 1987.
وعندما بدأ الغزو الإسرائيلي للبنان عام 1982 كان المشروع السياسي للجماعة الإسلامية قد نضج، وكانت بنيتها السياسية قد استكملت عناصرها، وكان لتماسك القوى الإسلامية اللبنانية الجنوبية في وجه الاحتلال أثره الواضح في إطلاق مشروعها السياسي. ولعل أول صدام مسلح خاضه اثنان من شباب الجماعة في صيدا (سليم حجازي وبلال عزام) مع دورية للعملاء يوم 15 أيلول 1982 قد أطلق مشاعر الناس وأدى إلى سلسلة من المواجهات مع قوات الاحتلال.
وعلى الرغم من أن حركة المقاومة الإسلامية في فلسطين لم تكن أطلقت بعد، فإن الصراع مع إسرائيل بات عنصراً أساساً في أدبيات الجماعة وفكرها السياسي وحركتها على الأرض. كما أن مشاركة عناصر من الجماعة في عمليات المقاومة الإسلامية حتى بعد انسحاب قوات العدوّ من صيدا كانت بارزة، سواء بالتنسيق مع إطار المقاومة الإسلامية في الجنوب أو المحاور الجديدة التي تشكلت بعد الانسحاب الإسرائيلي في منطقة كفرفالوس شرق صيدا، حيث كانت الجماعة تسيطر على عدد من المواقع والقرى المحررة في مواجهة قوات جيش لبنان الجنوبي.

## الجماعة الإسلامية والعمل المقاوم
انطلقت المقاومة الإسلامية ، قوات الفجر – الجناح المقاوم للجماعة الإسلامية في لبنان عام 1982 إثر الاجتياح الإسرائيلي للبنان والذي نجم عنه احتلال كثير من المناطق اللبنانية ووصل العدو إلى العاصمة اللبنانية بيروت. لذلك كان من الطبيعي أن تنطلق المقاومة كرد فعل على هذا الاحتلال وكان من الطبيعي جداً أين يكون من بين الذين انتفضوا في تلك الفترة شباب الجماعة الإسلامية الذين أخذوا صفة المقاومة الإسلامية بقيادة الشهيد القائد جمال الحبال ومجموعة من الإخوة الأعزاء والمجاهدين الأفاضل الذي خاضوا معه غمار هذه التجربة الجهادية المظفرة.
وتركزت أعمال قوات الفجر – الجناح المقاوم للجماعة الإسلامية بشكل أساسي في صيدا ومحيطها حيث كان الاحتلال يقيم أهم قواعده ومعسكراته في عاصمة الجنوب اللبناني. كما أن عناصر قوات الفجر والقادة الذين أطلقوا المقاومة الإسلامية هم من شباب الجماعة الإسلامية في صيدا. لذلك فإن الطبيعة الديموغرافية والواقع العسكري والظروف في تلك المرحلة فرضت على كل مسلم مجاهد أن يجاهد ويقاتل في منطقته لأنه يعرفها بشكل أفضل من غيره. هذه كانت بداية «الانتفاضة اللبنانية» منذ عام 1982 واستمر هذا التاريخ الحافل وإن بوتيرة تتصاعد حيناً وتتقطع حيناً آخر حتى انسحاب إسرائيل عام 2000.
أطلق الجناح المسلح للجماعة الإسلامية، "قوات الفجر"، صواريخ على إسرائيل خلال اشتباكات الحدود اللبنانية الإسرائيلية لعام 2023، فيما وصفته صحيفة "ذا ناشيونال" بأنه "عودة... بعد حوالي 20 عامًا من النشاط النسبي." أوضح باسم حمود، نائب رئيس المكتب السياسي للجماعة الإسلامية، أن حزبه "ليس في توافق تام مع حزب الله... ولكن نحن معهم في مقاومة إسرائيل." في 10 مارس 2024، قُتل ثلاثة أعضاء من الجماعة الإسلامية بعد ضربة إسرائيلية على بلدة العرقوب. في 26 أبريل، قتلت ضربة جوية إسرائيلية على سيارة في ضيعة ميدون عضوين من الجماعة الإسلامية، بما في ذلك القائد الكبير مصعب خلف.
وفي 22 يونيو 2024، استهدف الجيش الإسرائيلي، سيارة رباعية الدفع عند مفترق بلدة الخيارة في البقاع الغربي شرق لبنان، كان على متنها القيادي بالجماعة الإسلامية أيمن غطمة ما أدى إلى مقتله.

## مؤسسات الجماعة الإسلامية
تشكلت قناعة لدى الجماعة خلال سنوات الحرب اللبنانية أنه لا بد من إنشاء مؤسسات متخصصة ترعى الأنشطة الإسلامية غير السياسية. وانطلاقاً من هذا فقد أنشأت الجماعة خارج إطارها جمعيات ومؤسسات متخصصة على امتداد الساحة اللبنانية تلبية لحاجات الناس في غياب الدولة وخدماتها، واستكمالاً لمشروع الجماعة الذي يغطي كل جوانب الحياة الإنسانية. وانسجاماً مع هذا التوجه فقد أقامت الجماعة مؤسسات تربوية وتعليمية، وأنشأت معاهد ورياض أطفال، وأخرى طبية واجتماعية عنيت بالخدمات العامة وإغاثة المنكوبين خلال الأزمات، ونشرت عدداً كبيراً من المستوصفات والمراكز الطبية، ورابطة للطلاب المسلمين لها مجلتها وأنشطتها، وجمعية نسائية اجتماعية، ومؤسسة إعلامية، وعدداً من الجمعيات الخيرية في مختلف المناطق اللبنانية.

## رابطة الطلاب المسلمين
ورابطة الطلاب المسلمين في لبنان، هيئة طلابية تسعى إلى تنمية الحياة الثقافية والاجتماعية والفكرية في لبنان، وتحقيق الوعي الإسلامي والتربوي الصحيح بينهم، كما ترمي إلى تبني مطالبهم وتقديم الدعم والنصح لهم في مختلف المراحل التعليمية إضافة إلى طرح وجهة النظر الإسلامية إزاء كل القضايا التربوية والثقافية والاجتماعية في لبنان والعالم العربي والإسلامي. أنشأت الجماعة الإسلامية سنة 1975 رابطة الطلاب المسلمين في لبنان تعبيراً عن تطلعات الشباب المسلم في لبنان... فالتقوا على طاعة الله والولاء للإسلام وتعاهدوا على نشر رسالته في مختلف حقول العلم ومراحله، إضافة إلى حمل هموم الطلاب ومشاكلهم المختلفة والعمل على إيجاد الحلول المناسبة لها ضمن الإمكانات المتاحة. ولقد كان للرابطة ولا يزال نشاط ملموس على كامل الساحة اللبنانية في نطاق العمل المدرسي والجامعي..
أما عن نشاطاتها آنذاك، فكانت تتركز على الناحية الإعلامية والمطلبية حيث كانت تصدر نشرة طلابية (الثائر) كما كانت تقيم الاحتفالات وتوزع البيانات والنشرات في المناسبات الدينية والوطنية. كما نظّمت الرابطة عدداً من معارض الكتب في بيروت وطرابلس وصيدا.. ولها نشرة تصدر باسمها حتى الآن (الرابطة).
تأثر العمل الطلابي في الحرب الأهلية في لبنان (1975 - 1990)، حيث توقفت كل الأعمال والنشاطات التربوية والثقافية والاجتماعية بسبب الأوضاع الأمنية والسياسية المتدهورة في لبنان.
وقد تلخصت أهداف رابطة الطلاب المسلمين في لبنان بما يلي:
1- نشر المفاهيم الإسلامية الصحيحة المستقاة من القرآن الكريم والسنة النبوية المطهرة بين جماهير الطلاب المسلمين في لبنان.
2- طرح وجهة النظر الإسلامية لمختلف جوانب الحياة التربوية والفكرية والاجتماعية في لبنان والتصدي لمظاهر التغريب وآثاره في كافة أوجه الحياة التربوية في لبنان والعالم العربي والإسلامي.
3- صهر الطاقات الطلابية المسلمة في بوتقة عملٍ واحدةٍ انطلاقاً من الآية الكريمة: وَاعْتَصِمُواْ بِحَبْلِ اللّهِ جَمِيعًا وَلاَ تَفَرَّقُواْ وَإذْكُرُواْ نِعْمَةَ اللّهِ عَلَيْكُمْ إِذْ كُنتُمْ أَعْدَاء فَأَلَّفَ بَيْنَ قُلُوبِكُمْ فَأَصْبَحْتُم بِنِعْمَتِهِ إِخْوَانًا وَكُنتُمْ عَلَىَ شَفَا حُفْرَةٍ مِّنَ النَّارِ فَأَنقَذَكُم مِّنْهَا كَذَلِكَ يُبَيِّنُ اللّهُ لَكُمْ آيَاتِهِ لَعَلَّكُمْ تَهْتَدُون.
4- تبني القضايا الطلابية المحقة والسعي إلى تحقيقها مع المسؤولين في المؤسسات التربوية والهيئات الحكومية.
5- رفع مستوى التعليم الديني في مختلف مستوياته، والعمل على إلزاميته في جميع المراحل الدراسية. وقد حققت رابطة الطلاب المسلمين في لبنان تقدماً في هذا المجال حيث نجحت في إعادة التعليم الديني إلى المناهج الرسمية اللبنانية بالتعاون مع وزارة التربية الوطنية ودار الفتوى.
6- إحياء المظاهر الإسلامية في المدارس والجامعات اللبنانية، ومواجهة الفساد والانحلال.
7- تعزيز التعليم الرسمي في كافة المستويات والاختصاصات باعتبار أن مؤسسات التعليم الرسمي تستوعب السواد الأعظم من الطلاب في لبنان.
8- ربط الطالب المسلم بالقضايا الوطنية والإسلامية العامة وإطلاعه على أوضاع المسلمين ومشاكلهم في جميع أنحاء العالم وخاصة في فلسطين المحتلة والتحذير من مخاطر التطبيع - الثقافي والفكري - مع إسرائيل والتصدي له بكل الإمكانات المتاحة.
9- السعي لتعديل المناهج التربوية بما يتلاءم مع مفاهيم الدين ونظرته للحياة، وتطوير البرامج الدراسية حتى تواكب متطلبات العصر.
10- تسعى رابطة الطلاب المسلمين في لبنان لإيجاد قواسم مشتركة للتعاون بينها وبين مختلف الهيئات الطلابية بما يخدم مصلحة الحياة التربوية في لبنان.

## الجماعة والتيارات الإسلامية الأخرى
تعرضت الحركة الإسلامية في العالم العربي لموجات من القمع والتنكيل كان أبرزها في مصر بعد مشاركة جماعة الإخوان المسلمين هناك في حرب فلسطين عام 1948 ومقاومة الاحتلال البريطاني في قناة السويس عام 1951، تعرض الإخوان المسلمون في مصر خلالها لعمليات قاسية من التعذيب والتشريد.. وقد بدأت أوائل السبعينات تبرز تيارات فكرية تدين المجتمع ومؤسساته الرسمية والأهلية وتتهمه بالكفر والردة، كان في طليعتها جماعة التكفير والهجرة وما لحقها أو تفرع عنها. وقد بدأت هذه الاتجاهات تتبلور في السجون المصرية نتيجة تأثرها بفهم خاطئ لبعض ما كتبه الشهيد سيد قطب في كتابه «معالم في الطريق» وتفسيره «في ظلال القرآن». وحتى لا يتسرب هذا الفكر في الخفاء إلى أوساط الجماعة فقد شرّعت عام 1972 صفحات مجلتها (الشهاب) لمناقشة الموضوع، حيث عبّر أصحاب وجهات النظر المختلفة عن آرائهم في عدة أعداد من المجلة، وختمت الحوار بدراسة كتبها القاضي الشيخ فيصل مولوي (الأمين العام الحالي للجماعة) تضمنت رؤية الجماعة وموقفها الشرعي في هذا المجال، وهو يقوم على نظرية أننا دعاة ولسنا قضاة، وأن حكم التكفير إذا جاز إطلاقه على بعض الأنظمة المعادية للإسلام مما كان قائماً في ذلك الوقت فإنه لا يطال الأفراد في هذا المجتمع، وقد صوّب الفهم الإسلامي الصحيح لفكر سيد قطب وغيره من مفكّري الحركة الإسلامية. وما زالت الجماعة الإسلامية تعتمد الوسطية في فهمها للإسلام دون تطرف ولا تفريط، التزاماً بكتاب الله وسنّة رسوله صلى الله عليه وسلم وبما كان عليه سلفنا الصالح.
لكن الجماعة تتجنب الدخول في صراعات جانبية مع هذه القوى التي تشعبت وانتشرت في العالم العربي، كما تتجنب الصراع الفكري والمذهبي مع التيارات التي أطرت نفسها تحت عناوين صوفية أو سلفية، وتحتفظ بعلاقات طيبة مع الجميع محتكمة إلى القاعدة التي تقول: نتعاون فيما اتفقنا عليه، ويعذر بعضنا بعضاً فيما اختلفنا فيه. وتدعو الجماعة إلى نظرية التكامل في العمل الإسلامي، والتعاون والتنسيق بين كل العاملين على الساحة الإسلامية.
لبنانياً، تكاد الجماعة الإسلامية في لبنان تكون هي القوة الإسلامية الوحيدة المنتشرة فعلياً في كل المناطق الإسلامية، والجماعة هي الأقدم والأعرق؛ إذ تملك طاقاتٍ فكريةً ناضجةً وطرحاً سياسيّاً متوازناً، وهناك جمعيات تمثل المشهد الإسلامي المعروف، مثل حزب التحرير، الطرق الصوفية، والجمعيات السلفية، والمعاهد الشرعية.. وتحرص الجماعة على التنسيق مع هذه الجمعيات والتعاون معها في ضوء القاعدة التي أرساها الإمام الشهيد حسن البنا: نتعاون فيما اتفقنا عليه ويعذر بعضنا بعضاً فيما اختلفنا فيه.

## الطابع المذهبي
لا تتحدث الجماعة الإسلامية في أدبياتها عن انتماء سنّي أو شيعي، على الرغم من التزام عناصرها أصول أهل السنّة والجماعة في توجههم الفكري أو ممارسة عباداتهم. وهي تمثل انتماءً إسلامياً جامعاً يتجاوز الخلاف المذهبي سعياً إلى تنمية نقاط الالتقاء بين السنّة والشيعة وهي كثيرة وكبيرة، وإلى حصر نقاط الخلاف والعمل على قيام فهم متبادل لهذه النقاط بما لا يجعلها تعطل مسارات التعاون والتنسيق في ميادين العمل المختلفة، اجتماعية أو سياسية أو جهادية، على أمل أن تتولى المجامع العلمية العمل على الوصول إلى وحدة إسلامية شاملة، تلغي الخلاف المذهبي أو تضعه في إطاره العلمي الذي لا يؤدي إلى الصراع والتنافر.

## في الممارسة السياسية
الإسلام هو الدين الخاتم الذي ارتضاه الله لعباده على هذه الأرض، وهو يحكم كل جوانب الحياة الإنسانية وينظم شؤون المجتمع في شتى جوانبه، السلوكية والاجتماعية والسياسية والاقتصادية. هكذا هو الإسلام وهكذا تفهمه الجماعة. لذلك فلا فاصل بين ما هو سياسي وديني، وهي ترى العمل السياسي عبادة إذا كان يسعى لتحقيق المصلحة العامة وحفظ حقوق الناس ورفع الظلم والدفاع عن المستضعفين. وكما شرع الإسلام للمؤمن في محرابه فقد شرع له أصولاً وضوابط في مجالات الحكم والعمل الاقتصادي والاجتماعي. لذلك فإن المشاركة السياسية للجماعة تنسجم مع فهمها للإسلام، بدءاً بنشر الوعي السياسي أو اعتماد الموقف السياسي وصولاً إلى المشاركة المباشرة في الحياة السياسية.
قضيّة الطّائفيّة: تستشعر الجماعة خطورة المأزق الطّائفي الذي يتورّط فيه اللبنانيّون أحياناً، لا سيّما بعض الطّبقة السّياسيّة والمستفيدين من منافع ومكاسب الحكم، انطلاقاً من التّعدّديّة الطّائفيّة السّائدة في البلد. لذلك فقد طرحت الجماعة منذ نشأتها «إلغاء الطّائفيّة السّياسيّة» من أجل معالجة الاحتقان الطّائفي الذي يتناوبه رجال السّياسة من حين لآخر، وذلك حتّى تكون كفاءة المواطن هي التي تزكّيه لأي منصب وليس انتماءه الطّائفي. والجماعة تحرص على احترام التّعدّديّة الطّائفيّة وعلى حماية خصوصيّات الطّوائف فيما يتعلّق بأحوالها الشّخصيّة ضمن إطار المواطنة المتساوية. وقد نأت بنفسها خلال سجلّها الطّويل - لا سيّما سنوات الحرب اللبنانيّة - عن مزالق الصّراع أو الاقتتال الطّائفي.. كما أنّها في تحالفاتها النّيابيّة أو البلديّة حرصت على التّعاون أو التّحالف مع شخصيّات أو تيّارات مسيحيّة متعدّدة، وقد كانت وفيّة لهذه التّحالفات كما يشهد لها بذلك الجميع.
التعددية: وإذا كان الناس هذه الأيام بدؤوا يرفعون شعارات التعددية السياسية والتسليم باختلاف الرؤى في الفكر والعمل، فإن الإسلام منذ بدأ الوحي يتنزل على رسول الله صلى الله عليه وسلم يعتبر اختلاف الناس حقيقة كونية وإنسانية، والله يقول) يا أيها الناس إنا خلقناكم من ذكر وأنثى وجعلناكم شعوباً وقبائل لتعارفوا، إن أكرمكم عند الله أتقاكم). والتعددية – كما تراها الجماعة – تقتضي الاعتراف بالآخر كما تقتضي الاستعداد النفسي والعقلي للأخذ عن هذا الآخر مما يجري على يديه من حق وخير ومصلحة، ذلك أن «الحكمة ضالة المؤمن، أنى وجدها فهو أحق الناس بها»، ويظلم الإسلام والمسلمين من يصوّرهم جماعة مغلقة وراء ستار يعزلها عن العالم ويحول بينهم وبين الأخذ والعطاء.
العنف: والجماعة تنبذ العنف في ممارساتها، إلا في مواجهة العدوّ المحتل حين يكون الجهاد واجباً شرعياً ووطنياً. أما في ميادين الأداء الدعوي أو السياسي فإن الجماعة تعتمد الدعوة بالحكمة والموعظة الحسنة التزاماً بقول الله (أدع إلى سبيل ربك بالحكمة والموعظة الحسنة وجادلهم بالتي هي أحسن)، والحوار الهادئ سبيلاً إلى توفير القناعة بفكرها وخطها السياسي.
المرأة: وترى الجماعة في المرأة نصف المجتمع، وأنها إنسان عاقل رشيد، معنيـّة بالخطاب الإلهي في القرآن والسنّة، وهي محل التكليف الشرعي كشأن الرجل، ومسؤوليتها الشرعية والمدنية والجنائية كاملة مثل الرجل، وذمتها المالية غير منقوصة، وجميع تصرفاتها المالية صحيحة ونافذة دون الحاجة إلى موافقة الزوج أو الأب أو الأخ.. وقوامة الرجل محصورة في مسائل المشاركة الزوجية، وهي قوامة توادّ وتراحم وتشاور في مقابل ما يحمل الزوج من مسؤوليات. ومن حقها ممارسة العمل السياسي والمشاركة في الانتخابات على كل المستويات ضمن الضوابط الشرعية، انتخاباً وترشحاً.
حقوق الإنسان: ترى الجماعة في الإسلام النموذج الفريد الذي كرّم الإنسان، مرتفعاً بهذا التكريم فوق اختلاف الجنس واللون واللسان، وأنه عصم الدماء والأموال والأعراض وجعلها حراماً، وجعل الالتزام بهذه الحرمات فريضة دينية لا يسقطها عن المسلمين إخلال الآخرين بها)ولا يجرمنّكم شنآن قوم على أن لا تعدلوا اعدلوا هو أقرب للتقوى (وإذا كان بعض المسلمين لم يضعوا هذه الفريضة الإسلامية موضعها الصحيح وقصّروا في أدائها للناس فإن ممارسات هؤلاء لا يجوز أن تُحسب على الإسلام أو تُنسب إليه.
وترى الجماعة أن العدوان على الحقوق والحريات تحت أيّ شعار امتهان لإنسانية الإنسان يردّه إلى مقام دون الذي وضعه الله فيه، وتعتبر أنه على العقلاء والمؤمنين في كل مكان أن يرفعوا أصواتهم بالدعوة إلى المساواة في التمتع بالحرية وحقوق الإنسان، فهذه المساواة هي الطريق الحقيقي إلى السلام الدولي والاجتماعي، وإلى نظام عالمي عادل وراشد يردّ الظلم والعدوان.

## الجماعة ومشروع الإصلاح
بالرغم من الأوضاع الرهيبة والظروف الصعبة التي عفت بلبنان فإن الجماعة لم تأل جهداً في مكافحة المفاسد ووسائل الإفساد على المستوين الرسمي والشعبي. وقد رفعت راية الإصلاح انطلاقاً من الآية الكريمة: إِنْ أُرِيدُ إِلَّا الْإِصْلَاحَ مَا اسْتَطَعْتُ وَمَا تَوْفِيقِي إِلَّا بِاللَّهِ عَلَيْهِ تَوَكَّلْتُ وَإِلَيْهِ أُنِيبُ.

## المشروع السياسي للجماعة الإسلامية
إنّ تحديد مضامين المشروع السياسي للجماعة الإسلامية في لبنان، يكمن في عمليّة المقاربة الصّعبة بين واقع الحياة السياسيّة اللبنانيّة، وخصوصيّاتها وتداخلاتها الطّائفيّة والسّياسيّة الإقليميّة والدوليّة من جهة، وتوافق ذلك مع منطلقاتنا الفكريّة والعقائديّة الناظمة لحركة دعوتنا الإسلاميّة من جهة أخرى.
أولاً: في واقعنا اللبناني:
إنّ الوضع السّياسي اللبناني المأزوم، الذي بدأ مع اختلاف اللبنانيّين حول الهويّة والكيان منذ الاستقلال وحتى توقيع اتفاق الطّائف ووقف دورة العنف، لم يستطع حتى الآن الوصول إلى واقع سياسي مستقرّ، ممّا يوجب على القوى السياسيّة كافّة وضع المخطّط المناسب والسّعي لمغادرة الأزمة البنيويّة للنّظام بوتيرة متسارعة، لأنّ تركيبة لبنان الطائفيّة – لا سيما بعد تكريس طائفيّة الرّئاسات - في ظلّ إدارة عامّة فاسدة ومترهّلة، وأزمة اقتصاديّة خانقة، تهدّد بنسف كلّ الإنجازات السياسيّة والأمنيّة، الأمر الذي دفع إلى حالات انقسام شتّى بين اللبنانيّين نتيجة الشّعور بالإحباط والتّهميش السّياسي المتنقّل بين الطّوائف، وانعدام حالة الاستقرار والتّوازن السّياسي في لبنان من جرّاء الأداء السّياسي المتعثّر للحكومات المتعاقبة والآثار السّلبيّة النّاجمة عن قوانين الانتخابات وتحالفاتها ونتائجها، ممّا أوجد لدى البعض شعوراً بالانتقاص من الحرّية والسّيادة فجاهر بالعداء للعروبة وسوريا وطالب بانسحابها من لبنان، الأمر الذي دفع بالبعض الآخر إلى التّنبيه من مخاطر ومغبّة ركوب هذا المركب الخشن. ولقد ساعد في هذا تزايد التّأثير الثّقافي والسّياسي والاقتصادي والأمني، الإقليمي والدّولي بين فئات المواطنين، مع ما يرافق ذلك من انحدار غالبيّة اللبنانيّين نحو حافّة الفقر.
كما أنّ استمرار التّهديد الإسرائيلي للبنان ومقاومته، وبقاء الاحتلال على جزء من أرضه، يوجب استمرار التّعبئة الجهاديّة مع وجود إحدى أكبر التّجمعات البشريّة الفلسطينيّة على الأراضي اللبنانيّة، وحرمانها من حقّ العودة إلى أرضها، وتسريب أخبار توطينها، وأثر ذلك على الواقع السّياسي في لبنان.
ثانياً: في واقعنا الإقليمي:
1 - إنّ التّفرّد الأمريكي في العالم، في ظلّ التّوجّه الدّولي نحو قمع وتأديب كلّ الخارجين على مخطّطاته الاستعماريّة وعمليّات محاصرة وتضييق الخناق على حركات المقاومة والتّحرّر، فرض نظاماً عربيّاً عاجزاً عن تلبية تطلّعات الشّعوب وتوقها إلى الحرّية والاستقلال، ودفع نحو المزيد من الاحتقان بعد فشل سياسة فرض التّسوية مع إسرائيل وفشل كلّ محاولات التّطبيع معه.
2 - بالإضافة إلى تزايد حالات التّضامن الشّعبي والرّسمي العربي مع انتفاضة شعب فلسطين، وتبخّر أوهام الصّلح المذلّ مع وصول الليكود إلى سدّة السّلطة وانسداد أيّ أفق للتّسوية، ممّا يؤسس لمواجهة شعبيّة شاملة في الدّاخل المحتلّ يستحيل بقاء المحيط العربي في منأى عنها، خاصّة مع تزايد مساحة الوعي وتباشير الصّحوة الإسلاميّة الواعدة، الأمر الذي يطرح الإسلام كبديل حضاري للواقع القائم.
3 - انطلاقاً من نظرة الجماعة إلى أنّ لبنان جزء لا يتجزّأ من الأمّة العربية، وحيث أنّ العمق العربي والإسلامي يمثّل البعد الاستراتيجي للبنان، لذلك فإنّه يجب على لبنان والحركة الإسلامية فيه تمتين علاقة الأخوّة مع المحيط العربي وخصوصاً مع الدول التي تشكّل حالة رفض للمشروع الإسرائيلي.
في حركة المشروع السياسي الإسلامي:
إنّ الصراع السياسي في لبنان سيعيد بعض الحيوية المفتقدة إلى الحياة السياسية، حيث سيتمحور النقاش والجدل السياسيين حول الحرّية والسيادة، وقانون الانتخاب العتيد، والحلول المناسبة للخروج من مأزق الملفّ الاقتصادي والاجتماعي، في جوّ ينبئ بحدوث تبدّلات في التحالفات بين القوى السياسية، الأمر الذي يوجب على حركتنا السعي لتحقيق التالي:
1- تفعيل العمل السياسي في الجماعة، لأنّنا نؤمن في عقيدتنا ووعينا أنّ العمل السياسي عبادة إذا كان محكوماً بضوابط الشرع وأحكامه، ممّا يحتّم علينا إحلال العمل السياسي مكانه اللائق في تربيتنا الأسرية وتراتبيّتنا الدعوية وعدم اعتباره عبئاً، مع لحظ إمكانية تعثره وخطئه كما سائر الأعمال الدعوية الأخرى.
2- السعي إلى استعادة المبادرة السياسية في ساحتنا الإسلامية من خلال إطلاق النشاطات والبرامج والندوات والمحاضرات وتبنّي القضايا المحقّة والدفاع عنها، والانخراط في شؤون المجتمع لما فيه خيره وصلاحه.
3- إبراز دور القيادة الإسلامية الملتزمة من خلال تفعيل الاتصال بالمجتمع عن طريق:
أ - المشاركة في المؤسسات الإسلامية الرسمية (الأوقاف – المجلس الشرعي – دار الفتوى – الخطباء - الأئمّة..) والمطالبة بإصلاحها وتفعيل دورها.
ب- الاشتراك في مؤسسات المجتمع (الجمعيات الأهلية واللجان الثقافية) والانخراط في العمل النقابي وتأمين وصول الطاقات الإسلامية إلى قيادته والاهتمام بالقطاع العمّالي.
ج- السعي إلى إيصال الكفاءات الإسلامية إلى المؤسسات الرسمية على اختلافها.
د- تحسين شروط المشاركة الفعّآلة في الانتخابات النيابية والتمثيلية كافّة، والاهتمام بالبلديّات والمجالس الاختيارية، وتدعيم ورعاية وجودنا فيها.
هـ- قد تُدعى الجماعة إلى المشاركة في الحكم، وريثما يتخذ مجلس الشورى موقفاً مبدئياً في هذا الموضوع، يبقى للمجلس حقّ تقرير المصلحة في المشاركة أو عدمها وإجازة ذلك.
4- مقاومة نهج الظلم والاستبداد السياسي، ومحاربة الفساد في الإدارة من خلال تبيان الأخطاء والانحرافات، والتصدّي لمحاولات كمّ الأفواه وقمع المعارضة والتحذير من عسكرة النظام.
5- السعي إلى إلغاء الطائفية السياسية، باعتبارها المخرج من المأزق القائم أمام أيّ إصلاح سياسي أو إداري.
6- الدفاع عن الحرّية باعتبارها مقصداً عظيماً من مقاصد الشريعة، والاهتمام بقضايا حقوق الإنسان والمحافظة على الحرّيات العامّة، كإطار صالح لممارسة حياة سياسية نظيفة، والحرص على المكتسبات التي كفلها الدستور.
7- إنّ الديمقراطية في مفهومنا هي الوسيلة المتاحة لحماية الحرّية الشخصية وتأكيد مبدأ الشورى، واستمداد السلطة من الشعب، ومسؤولية الحاكم تجاه شعبه وخضوعه للمساءلة والمحاسبة. ولذلك فنحن نسعى إلى إصلاح النظام اللبناني باتجاه تحقيق تمثيل أفضل للجماهير الشعبية، وتحصين الحرّيات السياسية، والمحافظة عل أخلاقيّات العمل السياسي.
8- إنّ سنّ قانون عادل ومتوازن للانتخابات النيابية له أهداف وآثار بعيدة على الحياة السياسية، ومن المفترض أن يكون أكثر صحّة وتمثيلاً وعدالة. وهذا يرتبط بنظام التمثيل كما يرتبط بتقسيم الدوائر الانتخابية. لذلك فإنّ المطالبة بتطبيق النظام النسبي - وإن على مستوى المحافظة - هو السبيل الأكثر عدلاً ومساهمة في تحديث الحياة السياسية وإنشاء التكتّلات على أساس البرامج، ممّا يؤدّي إلى رفع نسبة المشاركة في الحياة العامّة (دراسة مفصّلة).
9- إنّ واقع العيش المشترك مع المسيحيين في لبنان، يستدعي الوصول إلى صيغة مقبولة لهذا التعايش، محكومة بالضوابط الشرعية، تلحظ خصوصية كلّ طائفة في أحوالها الشخصية ومعتقداتها.
10- إنّ إشكالية الخلط بين التديّن والطائفية، وطرح العلمانية كعلاج للطائفية، يستدعي أن يدرك الجميع أن علاج الطائفية البغيضة لا يكون إلاّ بالتديّن الصحيح، والمشكلة تكمن بتجّار الطائفية ودعاة العلمانية المتعارضة مع قيمنا وأخلاقنا. والمتديّن لا يعرف التعصّب فهو منفتح ويعترف بالآخر ويحترم رأيه ومعتقده (لا إكراه في الدين).
11- إنّنا نرفض بالمطلق ظاهرة الخروج المسلّح على المجتمع والدولة، وندعو إلى نبذ العنف بكلّ أشكاله، ونعتقد أنّ إزالة المنكرات وإصلاح المجتمع يكون بالحكمة والموعظة الحسنة، وأنّ الحوار هو السبيل لترسيخ السلم الأهلي والحياة المشتركة. وندعو إلى الوسطيّة في الموقف والكلمة والتوجّه (وكذلك جعلناكم أمّة وسطاً لتكونوا شهداء على الناس...) وإلى رفض كلّ أنواع التطرّف والغلوّ.
12- إنّ نظرتنا إلى التحالفات السياسية تنطلق من أن العمل السياسي يتحرّك في واقع متعدّد الأطراف، وصياغة التحالفات تتمّ من خلال الدائرة الصغيرة وصولاً إلى الدوائر الكبيرة. لذلك نرى:
أ- ترتيب الساحة الإسلامية عبر محاورة القوى الفاعلة والشخصيات والتوصّل إلى تحديد رؤية مشتركة.
ب- محاولة حشد كلّ طاقات الصفّ الإسلامي في جبهة واحدة تعمل على تكامل العمل الإسلامي وتنسيقه.
ج- رسم قاعدة الالتقاء مع القوى السياسية التي تجمعها قواسم مشتركة مع الجماعة، والدعوة إلى إطار متحد يجمع كلّ الطاقات في (حلف فضول) جديد ضدّ الظلم والاستبداد، وتوفير المناخ الاجتماعي والسياسي والفكري للمناقشة الحرّة بين الأفكار والمعتقدات عبر تبنّي أسلوب (الانفتاح السياسي) في مرحلة مواجهة الهيمنة والتسلّط، ومدّ يد التعاون والتنسيق إلى كافّة أطراف الساحة الوطنية على قاعدة الاحترام المتبادل، والتصدّي للمشروع الأميركي الإسرائيلي وإفرازاته على الساحة اللبنانية.
13- إنّ الوضع الاقتصادي المتفاقم وحالة العجز المتزايدة في الموازنة يدفعان إلى تأكيد التالي:
أ- وضع سياسة اقتصادية تعتمد القدرات الذاتية للاقتصاد الوطني بعيداً عن المشاريع الكبرى التي تفوق قدرة الوطن والمواطن، ووقف الهدر في التلزيمات وترشيد الإنفاق وضبطه وتحقيق الإصلاح الإداري وتفعيل أجهزة الرقابة والمحاسبة.
ب- وضع حدّ لسياسة إغفال الموارد الداخلية والتمادي في الاعتماد على القروض الخارجية لما لذلك من آثار سلبية على مستقبل القرار الوطني، والمطالبة بوضع قانون تسوية مخالفات الأملاك البحرية موضع التنفيذ، واستعادة سوق النفط من الشركات الخاصّة، والمحافظة على الثروات المائية والطبيعية والسياحية وسائر الأملاك العمومية واستثمارها في النطاق العام.
ج- السعي لإيلاء الوضع الزراعي الاهتمام اللازم، حيث أنّ نصف الشعب اللبناني يعيش من هذا القطاع، وثبت أنّه أساس الدورة الاقتصادية. وعندما ضُرب القطاع الزراعي بدأ الشلل يصيب الاقتصاد الوطني ككلّ، لذلك يجب تطوير وتصنيع وحماية وتدعيم الإنتاج الزراعي بكلّ أبعاده.
د- إنّ مستقبل الصراع في المنطقة يتمحور حول المياه والحاجة الماسّة إليها في الفترة القادمة، الأمر الذي يوجب المحافظة القصوى على هذه الثروة ومنع استنزافها وإنشاء البحيرات والسدود لحفظها واستثمارها.
هـ- شكّلت السياحة والاصطياف والخدمات واقعاً مميّزاً في الموقع والدور للبنان والمنطقة، لذا تكتسب حملات حماية البيئة ومنع التلوّث وتأمين مستلزمات النظافة العامّة والوقاية أهمّية بالغة
و- السعي الدائم إلى تحقيق إنماء المناطق والمحافظات، ومطالبة الدولة بتبنّي سياسة إنمائية وإعمارية شاملة للمناطق المحرومة والعمل على إيصال الحقوق إليها وتحقيق التكامل باعتماد اللامركزية الإدارية عبر دعم البلديّات وتطوير أدائها.
14- الخصخصة:
مع تقديرنا لنجاح القطاع الخاصّ وفعاليته في إدارة المؤسسات الاجتماعية والاقتصادية، إلاّ أنّنا ندعو الدولة التي طرحت الخصخصة لتأمين موارد مالية للخزينة، إلى التنبّه من خطورة احتكار حاجة الناس إلى الضروريّات والسعي لتحقيق أفضل الشروط المناسبة، وعدم بيع المؤسسات الرابحة والإبقاء على الخاسرة لصالح بعض المحظوظين، وتأمين كافّة وسائل المراقبة والضبط.
15- السعي إلى توسيع إطار استفادة المواطنين من التقديمات الاجتماعية ولا سيما توفير بطاقة الاستشفاء الموحّد والضمان الصحّي وضمان الشيخوخة، ودعم وتطوير المستشفيات الحكومية.
16- التعليم:
تطالب الجماعة بإيلاء التعليم مكانته اللائقة به، وتوفير سبل تحصيل التعليم المجّاني لجميع اللبنانيين، وتوحيد المناهج المدرسية، وإنجاز كتاب موحّد للتاريخ والتربية الوطنية، بما يحقّق تخريج أجيال مرتبطة بثقافتها وجذورها العربية، بعيداً عن التوجّهات التغريبية أو العنصرية الشوفينية.
17- القضية الفلسطينية:
انطلاقاً من الواجب الملقى على العرب والمسلمين إزاء القضية الفلسطينية فإنّ الجماعة ترى من واجبها:
أ- تعبئة الأمّة وتوعيتها بالخطر الإسرائيلي الذي يتهدّدها بكلّ مقوّماتها ووجودها، والعمل على بناء المجتمع المقاوم بالفكر والممارسة، وتدعيم مسيرة الجهاد والمقاومة بكلّ الوسائل الممكنة، الأمر الذي يستدعي تبريد كلّ الجبهات السياسية الأخرى وتفعيل التنسيق مع الساحة العربية والفلسطينية لمواجهة الخطر الذي يتهدّد العرب والمسلمين والإنسانية بكاملها.
ب- تبنّي قضية اللاجئين الفلسطينيين في لبنان ولا سيما تمتّعهم بحقّ العودة، وإقرار الحقوق المدنية والإنسانية للشعب الفلسطيني المشرّد، ورفع الظلم والحرمان عنه.
ج- اعتبار مواجهة المشروع الإسرائيلي في مقدّمة اهتماماتنا من خلال التنسيق الكامل مع (حركة حماس) ودعم كلّ القوى المجاهدة، والحرص على إبقاء الساحة اللبنانية كساحة مواجهة ضدّ الاحتلال الإسرائيلي.
18- قضية المرأة:
المرأة نصف المجتمع ومربيّة النصف الآخر، وهي معنيّة بالتكليف والمسؤولية الشرعية والمدنية كالرجل. ومن حقّها ممارسة العمل السياسي والمشاركة في الانتخابات على كلّ المستويات ترشيحاً وانتخاباً ضمن الضوابط الشرعية.
بيروت في 15 محرّم 1422 الموافق 9 نيسان 2001

## الجماعة والانتخابات النيابية (تجربة العام 1992)
حققت الجماعة انتصاراً نسبياً في انتخابات عام 1992 حيث فاز أمينها العام السابق «فتحي يكن» في قضاء طرابلس بعد أن نال أكثر من 46 ألف صوت كما فاز أيضاً عضو مكتبها السياسي المحامي أسعد هرموش في قضاء الضنيةً الدكتور زهير العبيدي في بيروت.
إلا أن الجماعة الإسلامية لم تنجح إلا في حصد مقعد يتيم في عكار في انتخابات 1996، ثم خسرت الجماعة انتخابات 2000 التي جرت في ظل ما كان يُعرف بقانون غازي كنعان (الذي كان يرأس جهاز الأمن والاستطلاع في القوات العربية السورية في لبنان).
كما قاطعت الجماعة الإسلامية الانتخابات النيابية في عام 2005 بسبب موقفها من هذا القانون الذي قسّم البلاد بطريقة عبثية تشعر الجماعة أنها تستهدفها.

## الجماعة الإسلامية بعد اغتيال الرئيس الحريري
سارعت الجماعة الإسلامية وفور إعلان نبأ اغتيال الرئيس رفيق الحريري الدعوة بتحقيق مسؤول يكشف عن القاتل ويوقف مسلسل الاغتيالات الدامية لكن الانقاسم السياسي الحاد في البلاد دفع بالجماعة أن تلتزم موقفاً محايداً من قوى 8 آذار و14 آذار.
سياسياً، فقد اتخذت الجماعة موقفاً مؤيدا لفريق 14 آذار من عام 2005 حتى عام 2010 عندما أحس فريق القيادة في الجماعة بان الحلف المعادي لسوريا لا ناقة له ولا جمل. وان كان قادة الجماعة يصرحون بانهم محايدون في بعض المناسبات.
ويقول الأمين العام للجماعة في حديث لـ«مجلة المجتمع»:
بحكم أننا لسنا في صف فريق 8 آذار أو 14 آذار، فإننا نحافظ على علاقات حسنة مع الجميع، دون أن يعني ذلك ألا تكون لنا مواقفنا المستقلة التي تتفق أو تختلف مع هذا الطرف أو ذاك. إننا في الجماعة الإسلامية، ننطلق من مشروعنا الإسلامي، ومن رؤيتنا الوطنية للواقع في لبنان، فأحياناً يتفق موقفنا مع فريق وأحياناً يتفق مع الفريق الآخر. إننا على تواصل مستمر مع سعد الحريري بحكم اشتراكنا معه في ساحة شعبية واحدة. كما أن علاقتنا بالسيد حسن نصر الله وقيادة حزب الله، تستمد قوتها من اشتراكنا في خلفية إسلامية للصراع مع إسرائيل، وهي علاقة قديمة بدأت منذ نشأة حزب الله ولم تنقطع، وهذه العلاقة ليست مرتبطة بمواقف حزب الله التي نختلف معه على الكثير منها، لاسيما فيما يتعلق بالشأن الداخلي اللبناني.

## ميثاق العمل الإسلامي
أخذت الجماعة مبادرة في كانون الأول 2003، ووضعت ورقةً أسمتها ميثاق العمل الإسلامي في لبنان، وعمَّمتها على كل الهيئات والشخصيات الإسلامية، وبلغ عددها حوالي 600 شخصية وجمعية إسلامية، ثم دعت إلى مؤتمر إسلامي وطني حاشد شارك فيه أكثر من 260 شخصية وجمعية إسلامية لبنانية، واقتصرت الدعوات يومها على الجمعيات السنيَّة.. أصدر المؤتمر الصيغة النهائية للميثاق، وقدمتها الجماعة الإسلامية للمراجع الروحية الإسلامية والمسيحية.
وقد لقي هذا الميثاق قبولاً حسناً بشكل عام، لاسيما لدى الأوساط المسيحية، حيث بحثت في قضية العيش المشترك مع المسيحيين والعلاقة بهم، وعن موضوع الإرهاب، وما ينبغي أن يحكم العلاقة ما بين النفوس المسيحية والإسلامية- بينما اعتبره حزب التحرير ميثاقا علمانيا بامتياز وافرد أحد شبابه ملاحظات على الميثاق في أحد اعداد مجلة الوعي

## الموقف من فتح الإسلام وأحداث نهر البارد
أعدت الجماعة الإسلامية دراسة علمية تحليلة لأحداث نهر البارد وجماعة فتح الإسلام التي تشكلت في مخيم نهر البارد.
وقد خلصت الدراسة إلى اعتبار أزمة فتح الإسلام في مخيم نهر البارد أمة أضيفت إلى سلسلة الأزمات اللبنانية التي لا حلّ لها، أو المؤجّل حلّها إلى ما بعد حلّ أزمة الحكم وإعادة توحيد السلطة. خاصّة وأن الأجهزة الأمنية اللبنانية لا تزال تتصرّف مع شباب الصحوة الإسلامية بقدر كبير من سوء الفهم وإساءة التعامل، مما يساهم في دفعهم إلى الارتماء في أحضان التطرّف والمنظمات التكفيرية. وآخر هذه الممارسات ما حصل في جريمة اغتيال (أبي جندل) بلال المحمود، المقتول ظلماً برصاص قوى الأمن الداخلي، بعد خروجه من صلاة العشاء، وبينما كان يسهر مع أصدقائه وهو غير مسلّح، ولم يقع بينه وبين قوى الأمن أي خلاف أو تلاسن، كلّ ذنبه أنه كان موقوفاً غي أحداث الضنية- وأكثر الموقوفين فيها كانوا أبرياء- وخرج بموجب قانون العفو، فهو متّهم في جميع الأحوال على ما يبدو. صحيح أنّ القيادة الأمنية والقيادة السياسية طلبت إجراء تحقيق في ما حدث، لكن المشاعر المتهيّجة لن تهدأ قبل فرض العقاب على من يستحقّ.
وقد دعت الجماعة الإسلامية الجميع إلى الحذر والانتباه، وإلى أن يحتكم الناس إلى كتاب الله وسنّة رسوله صلى الله عليه وآله وسلّم، وأن لا يكتفوا بالأهداف المعلنة، أو ببعض الممارسات، لكن يجب أن ينظروا إلى كلّ عمل من الأعمال بالموازين الشرعية الصحيحة.
كما طالبت بمحاسبة عناصر فتح الإسلام أمام القضاء بضمانات تمنع الظلم عنهم، لكن دون أن يمرّ قتل الأبرياء بأي حال من الأحوال دون عقاب.
وعن المواجهات الدائة بين الجيش اللبناني ومجموعة (فتح الإسلام)، اعتبرت الجماعة أن هذه المواجهة سببتها أعمال هذه المجموعة التي تخالف الأحكام الشرعية وتناقض المصالح الوطنية اللبنانية والفلسطينية.

## الوثيقة الإسلامية حول العنف والتطرف وأحداث نهر البارد

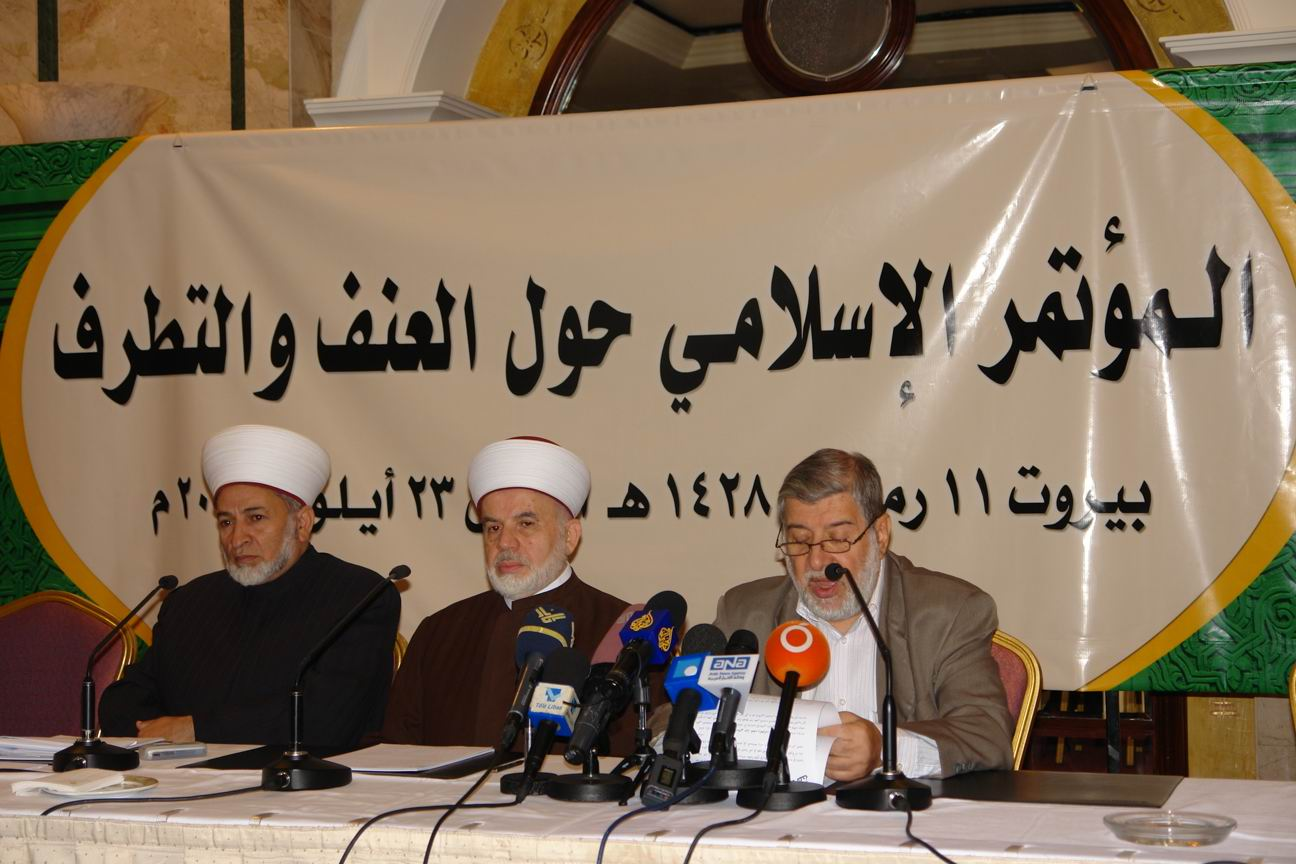
نائب الأمين العام للجماعة الإسلامية الأستاذ إبراهيم المصري يتلو البيان الختامي وبجواره الأمين العام القاضي الشيخ فيصل مولوي والقاضي الشيخ زكريا غندور (ممثلاً دار الفتوى)

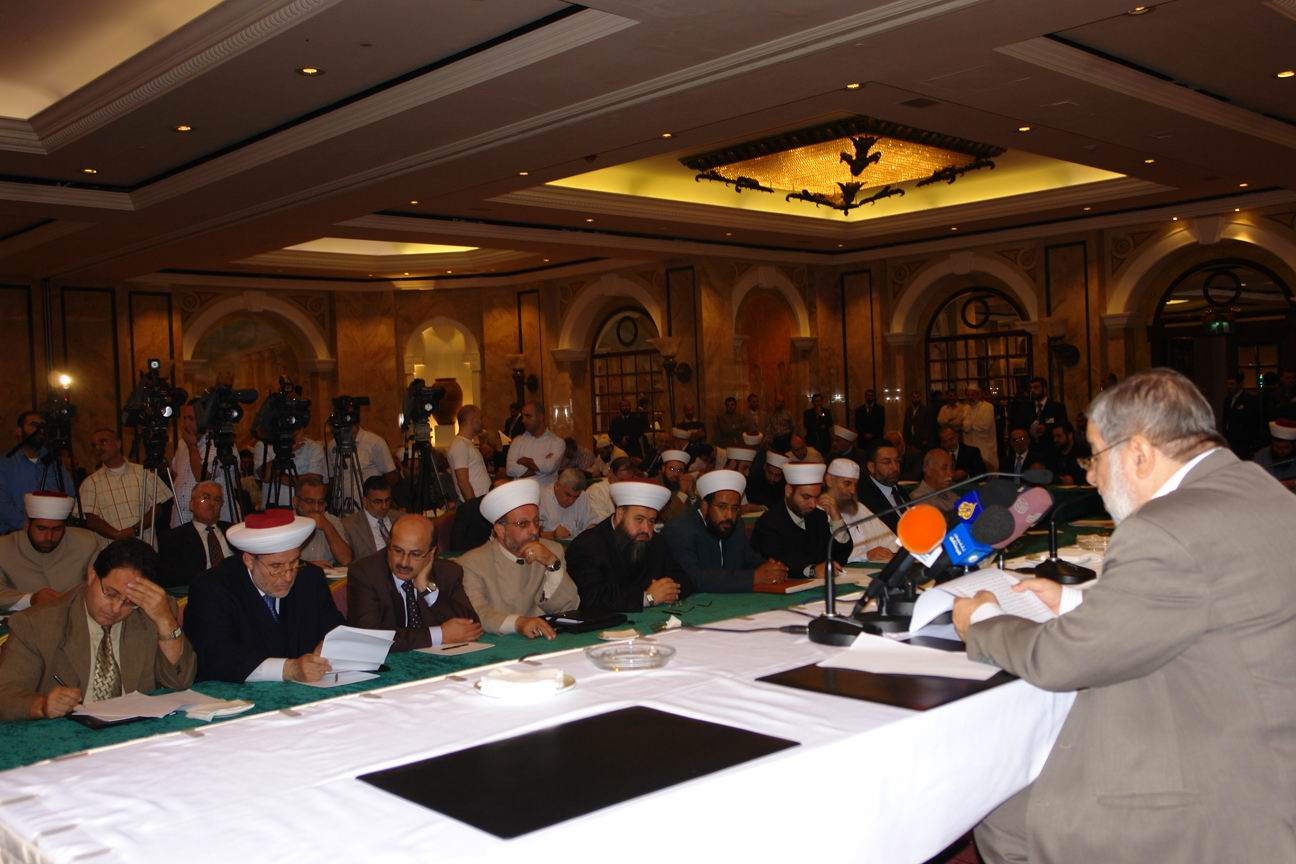
الحضور في المؤتمر

نظمت الجماعة الإسلامية مؤتمراً إسلامياً موسّعاً في فندق فنيسا في 23 أيلول 2007، للبحث في سبل وقاية المجتمع اللبناني من الفكر المتطرف، ومعالجة الانعكاسات الاجتماعية لأحداث مخيم نهر البارد، لجهة العلاقات اللبنانية الفلسطينية في شمال لبنان. وقد شارك في المؤتمر ممثلو الحركات والقوى الإسلامية في لبنان، وحشد من العلماء.
وقد هدف المؤتمر إلى دراسة موضوع العنف والتطرف من وجهة النظر الشرعية بعد أن ظهر قبول هذه الأفكار لدى قلّة من الشباب، واستغلاله من قبل جهات أجنبية لخلخلة السلم الأهلي في لبنان، فضلاً عن تشويه الإسلام والفكر الإسلامي المعاصر.
وقد رأت الجماعة أن هذه المسائل تفرض على الحركات الإسلامية الأصيلة والعلماء التصدي لها، وبيان انحرافها عن الفهم الإسلامي الصحيح، وخطرها على المسلمين بشكل عام، وعلى لبنان كلّه بوجه خاص.
وقد صدر عن المؤتمر «الوثيقة الإسلامية حول العنف والتطرف وأحداث نهر البارد» التي ركزت على محاور: الإسلام والعنف، النهي عن المنكر، الإسلام والإرهاب، الإسلام والجهاد، المقاومة ضد العدوّ الخارجي، المقاومة في لبنان، وأحداث مخيم نهر البارد.

## المواجهة مع إسرائيل
سئل الأمين العام الشيخ فيصل مولوي في لقاء مع جريدة البيان اللبنانية في شباط 2008: هل ترون أنّ لبنان بوضعه المأساوي الراهن، في ظل تخلّي معظم الأنظمة العربية عن دورها في مواجهة (إسرائيل)، قادر على خوض حرب مفتوحة معها؟
فأجاب:
من المعروف أنّ معظم الأنظمة العربية والإسلامية تخلّت عن القيام بدورها القومي والديني في مواجهة إسرائيل. لا أريد أن أدخل في أسباب هذا الموقف، أو ألتمس له الأعذار، أو أكيل بسببه الاتهامات، فالأمر أخطر من ذلك، ويحتاج إلى وقفة خاصة. لكني أقول: إنّ لبنان الدولة، سواء كان بوضعه المأساوي الراهن أو بوضعه الصحي الذي نتمناه، ليس قادراً على خوض حرب مفتوحة أو غير مفتوحة مع (إسرائيل).
أمّا المقاومة فلها شأن آخر، إنّها حركة شعبية ضد حرب مفتوحة يقوم بها العدو الإسرائيلي يومياً منذ احتلاله أرض فلسطين. نحن نعتقد أنّ كل عدوان على غزة أو الضفة هو جزء من هذه الحرب المفتوحة ضد الشعب الفلسطيني. ونحن أمة واحدة، نعتقد أن الحدود القائمة لا يجوز أن تمنع التواصل والتعاون، ولا أن تؤثر على المشاعر الواحدة. فالعدوان علينا في فلسطين يجب أن نرد عليه في أي مكان آخر، لكن مع مراعاة ظروفنا وإمكانياتنا.
نحن نلاحظ تاريخياً أنّ المقاومة الفلسطينية خاضت حرباً ضد إسرائيل في السبعينات والثمانينات في القرن الماضي، وقامت بعمليات خطف الطائرات والهجوم على الصهاينة في كثير من بلاد العالم، لكنّها تراجعت عن ذلك ابتداءً من التسعينات، بعد أن شعرت أنّ سلبيات الحرب المفتوحة أكبر من إيجابياتها. ورغم أنّ حماس تعرضت لمحاولة اغتيال رئيس مكتبها السياسي الأستاذ خالد مشعل خارج فلسطين، إلاّ أنّها لم ترد على ذلك إلاّ داخل فلسطين. ورغم أنّ الجهاد الإسلامي تعرّضت لاغتيال قائدها الدكتور فتحي الشقاقي خارج فلسطين، إلاّ أنّها لم ترد على تلك الجريمة إلا داخل فلسطين، لذلك فإنّي أرى ضرورة دراسة هذه المسألة في إطار قيادة المقاومة أولاً، للتأكد من أنّ الحرب المفتوحة ضد (إسرائيل) في أي بقعة من العالم هي الأفضل، أو انّ حصر المقاومة في مكانها الطبيعي داخل الأرض المحتلة أو على الحدود هو الأفضل.
وإذا كانت هناك مصلحة في حرب مفتوحة، فلا بد من الاستعداد لمواجهة نتائجها، ولا يصح اتخاذ القرار وإنفاذه، ثم ترك اللبنانيين معرضين لردود الفعل دون أي استعداد.
من أجل ذلك كنا ولا نزال نلح على ضرورة استكمال بناء الدولة بجميع سلطاتها، والدخول في الحوار مع المقاومة للتوافق على صيغة دفاعية مناسبة، تحفظ المقاومة تحت سقف الدولة، لأنّ أي خلاف بين الدولة والمقاومة سيؤدي إلى الخسارة للطرفين، كما يؤدّي إلى كشف ظهر المقاومة وإلى إضعاف الدولة وتمزيقها، وكل ذلك يصب في مصلحة إسرائيل.

## طوفان الاقصى
قام مجاهدو قوات الفجر -الجناح العسكري للجماعة الإسلامية - مساء الجمعة الواقع في 5/1/2024 بتنفيذ عمليتين عسكريتين تضمنت توجيه صليتين صاروخيتين استهدفتا مغتصبة كريات شمونة في شمال فلسطين المحتلة مما أدى إلى تحقيق إصابات مباشرة

## الاستراتيجية الدفاعية التي تطرحها الجماعة
- طرح الأمين العام للجماعة الشيخ فيصل مولوي في 4 / 10 / 2006 رؤية الجماعة للإستراتيجية الدفاعية والتي تقوم على عدة عناوين:
  - اعتبار المقاومة الشعبية جزءاً من الإستراتيجية الدفاعية
  - اقتصار المقاومة على الجانب الدفاعي
  - شمولها كل مناطق الجنوب وكل المذاهب فيه
  - التكامل مع الجيش اللبناني.

ولكن هذه الرؤية لم تأخذ حظها من النقاش، فقد احتدم الصراع السياسي بعده وصولاً إلى اعتصام المعارضة في وسط بيروت.

## مراقبو الإخوان المسلمين في لبنان
1. الأستاذ محمد عمر الداعوق (1949 م - 1962 م) كان رئيس جماعة عباد الرحمن وهو ليس من الجماعة الإسلامية
2. الشيخ الدكتور فتحي يكن (1962 - 1992)
3. القاضي المستشار الشيخ الدكتور فيصل مولوي (1992 - 6 ديسمبر 2009)
4. إبراهيم المصري (6 ديسمبر 2009 - حتى الآن)[14]

## وصلات خارجية
- موقع الجماعة الإسلامية بلبنان
- موقع أخر للجماعة
- صفحة الجماعة الإسلامية الرسمية  على فيسبوك.
- موقع المكتب الإعلامي لحزب التحرير
- موقع جمعية الاتحاد الإسلامي
- موقع جمعية الإرشاد والإصلاح
- منتدي رابطة الطلاب المسلمين، الجناح الطلابي للجماعة
- مجلة الأمان، تصدرها الجماعة
- قوات الفجر: كيف نشأت وكيف سُرقت؟، السيد فادى شامية، الشبكة الدعوية
- دعوة الإخوان المسلمين في لبنان، إخوان أون لاين، 10 مايو 2010
- الإصدارات الخاصة بالجماعة الإسلامية في لبنان:
- كتاب (الأزمة اللبنانية: رؤية إسلامية) - للداعية فتحي يكن
- منتدى رابطة الطلاب المسلمين:
- الشيخ فيصل مولوي: إنقاذ لبنان بالتوافق على رئيس الدولة، مجلة المجتمع، 29 سبتمبر 2007 م
- مجلة الأمان[وصلة مكسورة]
- الجماعة الإسلامية: موقفنا من مجموعة «فتح الإسلام» بمخيم النهر البارد، موقع صيداويات، 10 حزيران 2007 م